# Cyberclub
Cyberclub, va ser un contenidor televisiu destinat al públic infantil i juvenil. Es va estrenar el 15 d'octubre de 1997 en Telemadrid. Es va emetre tant de dilluns a divendres com els dissabtes i diumenges de 07.45 a 09.30 i 10.00 a 13.00 hores. Més tard el programa va anar sofrint variacions en l'horari, sempre mantenint-se en la franja horària dels matins. Els curts contenien un gran contingut educatiu posant l'accent principalment en la cura del medi ambient.

## Inicis
Cyberclub va començar les seves emissions el dimecres 15 d'octubre de 1997 amb el títol de Cyberclub, presentat per Cybercelia (interpretat per Diana Lázaro) i Rocko Alicates (interpretat per Miguel Mota).
La història comença amb Cybercelia raptant Rocko Alicates, on viatgen a través de l'hiperespai en la nau Cyberanda. Allí viuen a més Trasto i la resta de personatges que van anar apareixent en la sèrie.

## Personatges principals
Cybercelia (Diana Lázaro): Nascuda en el 2070 després de Ctoporos i manipulada genèticament en el si d'una família dirigent de classe alfa, Cybercelia actua com una autèntica rebel. Responsabilitzada de la neteja de la galàxia, abdueix a un terrícola, Rocko Alikates, per a tractar de desentranyar per què els habitants d'aquest planeta s'obstinen a embrutar-ho tot. Ració ecològica emmascarada perquè cali inconscientment.
D'ulls enormes, Cybercelia pren decisions contundents. A vegades no comprèn als humans però els vol encara que no estigui programada per a sentir afecte. Gràcies a Rocko, troba a poc a poc l'equilibri. Junts riuen, es barallen i es tornen a agermanar.
Rocko Alicates (Miguel Mota): Rocko Alikates, nyaps total. Treballava en la Terra en un desballestament de ferralla tan content i feliç de la vida fins que Cybercelia, que és una alienígena abusona, va decidir raptar-lo. Ara viuen amb Trasto en la nau Cyberanda. I també amb un nou `hoste', el Capità Lapa.
Cybercelia s'obstina a ensenyar-li a ser ordenadito, limpito i li persegueix amb la seva sopa cyberiana i el seu menjar virtual. Però a ell li agrada jugar amb els seus alicates, ballar i menjar hamburgueses, encara que la seva gran feblesa són els entrepans de xoriço.

## Altres personatges
Més endavant van aparèixer altres personatges com a Trasto (mascota del Parc d'Atraccions de Madrid, la veu de les quals interpretava Sara Vivas), el Professor Ya (interpretat per Javi Coll), el Capità Lapa (interpretat per Iván Villanueva) o El Màgic d'Aldebarán (interpretat per Joaquín Baldín).

## Programació del Cyberclub
La cartellera de dibuixos va ser molt variada durant el temps, emetent entre altres:
- ReBoot
- Looney Tunes
- Los supersónicos
- Las nuevas aventuras del fantasma del espacio
- Las aventuras de Robin Hodnik'
- Sylvan
- Oggy y las cucarachas
- Scooby-Doo ¿dónde estás?
- Los Pirados del Espacio
- Tom y Jerry kids
- La vida moderna de Rocko
- X-Men
- CatDog

## Premis
- Premis ATV 1998: Premi al millor programa infantil.[7]